# Como
Como (früherer deutscher Name: Chum) ist eine Stadt in der italienischen Region Lombardei mit 83.586 Einwohnern (Stand 31. Dezember 2023) und Hauptort der Provinz Como. Die Stadt liegt 45 Kilometer nördlich von Mailand, am gleichnamigen See und an der Grenze zum Kanton Tessin (Schweiz).

## Geografie
Como liegt am Fuß der italienischen Voralpen, am Südwestende des Comer Sees, der sich auf der Höhe von Menaggio nach Süden in zwei Arme (Lago di Como und Lago di Lecco) teilt. Weil der Abfluss des Comer Sees, die Adda, den See bei Lecco verlässt und der andere Arm des Sees keinen Abfluss hat, wird zu Zeiten der Schneeschmelze und besonders starker Niederschläge, ganz besonders bei Nordwind, der das Wasser gegen Como staut, die Stadt fast jährlich von Hochwasser heimgesucht. Die Stadt liegt verkehrsgünstig an der Eisenbahnlinie Mailand–Zürich und an der Autostrada A9, die sich in der Schweiz als A2 fortsetzt, was zur Ansiedlung vieler Industriebetriebe geführt hat. Como ist die größte Stadt der schweizerisch-italienischen Metropolregion Tessin, die insgesamt mehr als 500.000 Einwohner hat.
Die Nachbargemeinden sind: Blevio, Brunate, Capiago Intimiano, Casnate con Bernate, Cavallasca, Cernobbio, Grandate, Lipomo, Maslianico, Montano Lucino, San Fermo della Battaglia, Senna Comasco, Tavernerio, Torno, Chiasso (CH-TI) und Vacallo (CH-TI).

## Klima
Der Winter in Como wird durch den mildernden Einfluss der Wassermassen des Sees relativ stark beeinflusst. Die Tiefsttemperaturen im November, Dezember, Januar, Februar und manchmal auch im März können in der Regel unter den Nullpunkt sinken und gehen meist mit einer hohen Luftfeuchtigkeit einher. Der Nebel, der für die nahe gelegene Brianza und die Poebene charakteristisch ist, fehlt hingegen völlig und ist nur teilweise jenseits der Hügel südlich des so genannten „Convalle“, d. h. des Stadtzentrums, vorhanden. Schneefall ist relativ häufig, wenn auch je nach Winter unregelmäßig, wobei die durchschnittlichen jährlichen Schneemengen vom Tal (ca. 20/30 cm pro Jahr) bis zu den Vorstädten (ca. 40/50 cm pro Jahr) ansteigen. Die letzten bedeutenden Schneefälle waren am 24. und 25. Februar 2013, am 13., 14. und 15. Dezember 2012, am 31. Januar, 1. und 2. Februar 2012, am 17. Dezember 2010, am 21. und 22. Dezember 2009, am 2. Februar und 6. und 7. Januar 2009 sowie am 26., 27. und 28. Januar 2006. Im Februar 2012 blieb der Schnee aufgrund der sehr niedrigen Temperaturen länger liegen, mit Höchstwerten unter Null sogar im Zentrum für fast eine Woche.
Der Sommer ist relativ heiß, auch wenn die Spitzenzeiten relativ kurz sind (nicht mehr als zwei aufeinanderfolgende Wochen). Gelegentlich können die Temperaturen 35 bis 36 °C erreichen. Die Niederschlagsmenge ist mit durchschnittlich 1500 mm pro Jahr recht hoch und liegt in den nördlichsten Bezirken noch höher. Das Gebiet hat eine starke Neigung zu Unwettern. In der Gemeinde gibt es Unterschiede bei den nächtlichen Mindestwerten zwischen den Vierteln, je nachdem, ob sie nächtlichen Brisen ausgesetzt sind oder nicht. Während der Sommersaison sind die Temperaturen in den am See gelegenen Bezirken aufgrund der Seebrise am Morgen oft niedriger als in den Bezirken im Landesinneren, doch gleichen sich die Temperaturen am Nachmittag aufgrund der Drehung des Windes oft aus.

## Geschichte
Das Gebiet auf den Hügeln südlich des Comer Sees wies seit dem 10. Jahrhundert vor Christus eine dichte dörfliche Besiedlung auf. Nach einer Blütephase im 5. Jahrhundert vor Christus kam es nach den Einfällen der Kelten zu einem Niedergang. Laut dem älteren Cato soll Comum (wie die Römer Como nannten) vom Stamm der Orobier gegründet worden sein. Iustinus gibt an, dass Comum eine Gründung der Gallier war, nachdem diese Norditalien erobert hatten; allerdings spezifiziert Iustinus den diesbezüglichen gallischen Stamm nicht näher. Die Siedlung wird nur einmal während der Kriege zwischen Römern und Galliern 196 v. Chr. erwähnt, als der Konsul Marcus Claudius Marcellus Comenses (Name der Einwohner von Comum) und Insubrer besiegte und Comum eroberte. Nach der Unterwerfung von Gallia cisalpina dürfte sich eine Anzahl römischer Siedler in Comum niedergelassen haben. Doch diese erlitten durch Einfälle der benachbarten Räter immer wieder Schäden. Um 89 v. Chr. schickte Gnaeus Pompeius Strabo beträchtlich mehr Siedler nach Comum und machte es zu einer Kolonie latinischen Rechts, die bald darauf um weitere 3000 Kolonisten verstärkt wurde. Gaius Iulius Caesar siedelte 59 v. Chr. 5000 weitere Kolonisten, darunter 500 angesehene Griechen, in der Stadt an. Diese bekam nun den Namen Novum Comum. Kurz vor Ausbruch des Bürgerkriegs zwischen Caesar und Pompeius suchten die Feinde Caesars diesen dadurch zu treffen, dass sie Comum den privilegierten Status einer Kolonie latinischen Rechts wieder entziehen lassen wollten. Nach Caesars erfolgreichem Vormarsch nach Italien verlieh er aber 49 v. Chr. den Einwohnern von Comum zusammen mit jenen der übrigen Gemeinden der Gallia Transpadana das römische Bürgerrecht.
Seit augusteischer Zeit war die Stadt ein municipium und wurde allgemein nur Comum genannt. Der Ort war wohlhabend; er hatte eine wichtige Eisenindustrie und die Ufer des Sees waren mit Villen übersät. Er war der Ausgangspunkt für die Überfahrt über den See, um zum Splügenpass und zum Septimerpass zu kommen (siehe auch Chiavenna). Como war der Geburtsort sowohl Plinius des Älteren als auch Plinius des Jüngeren. Letzterer gründete hier Bäder und eine Bibliothek und spendete Geld zur Unterstützung von Waisen. Im späten Kaiserreich gab es einen praefectus classis Comensis und Comum wurde als starke Festung betrachtet. Noch heute zeigt die Stadt den planimetrischen Grundriss des römischen castrum. Reste der römischen Umfassungsmauer verlaufen unterirdisch parallel zu den noch sichtbaren mittelalterlichen Stadtmauern.

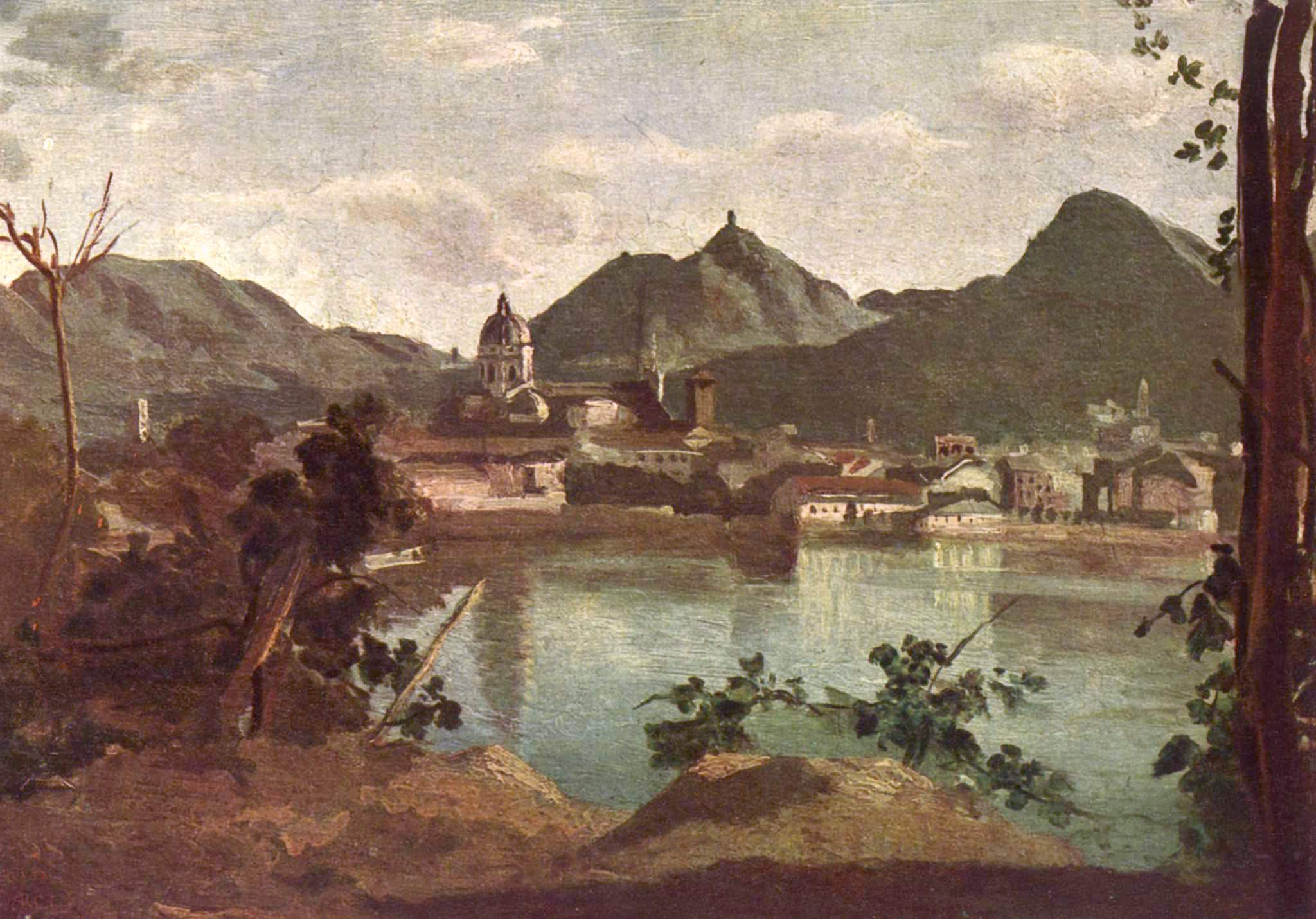
Stadt und See von Como, Jean-Baptiste Camille Corot (1834)

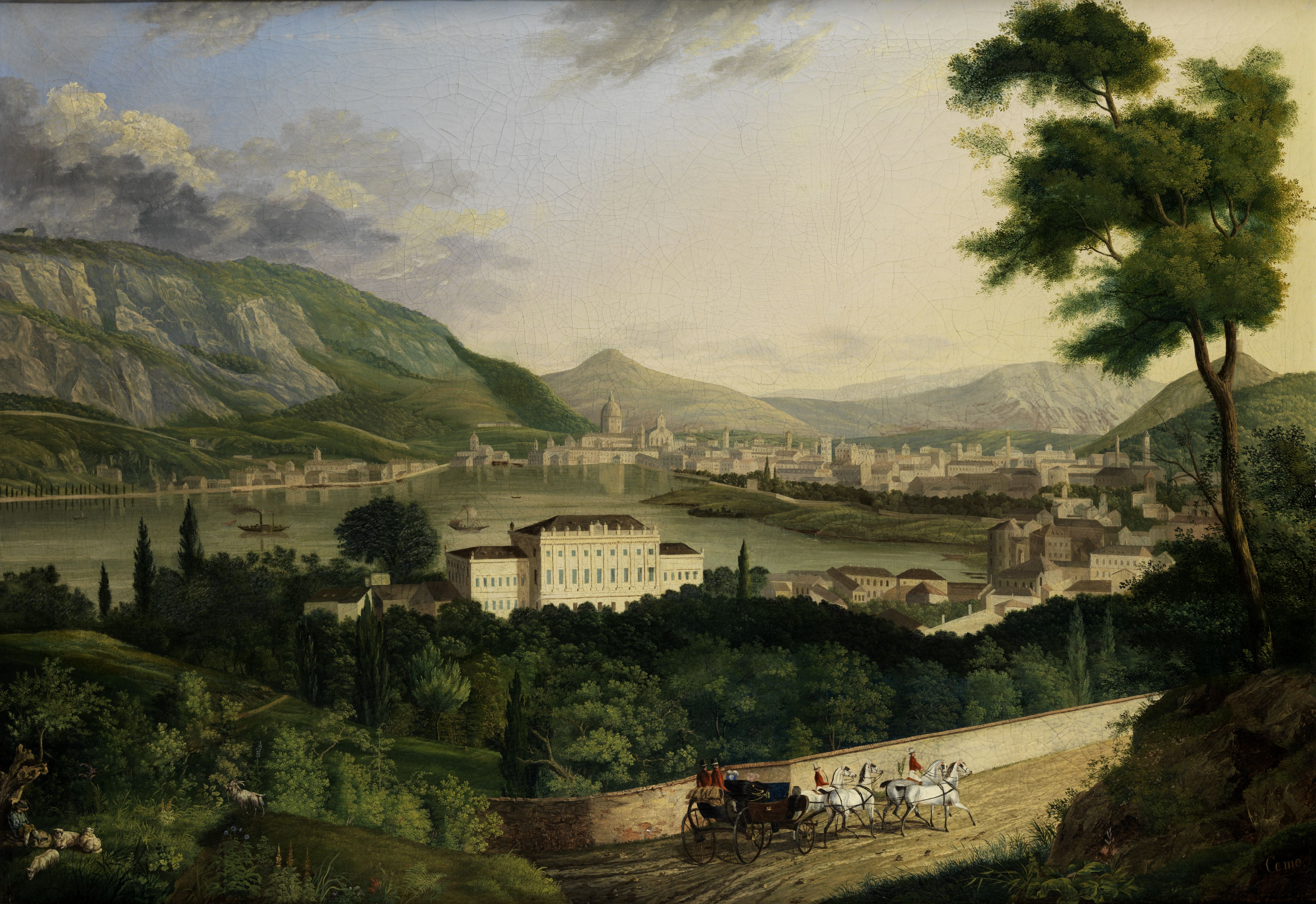
Ansicht von Como, Sándor Brodszky (1837–1838)

Como litt erheblich unter den frühen germanischen Invasionen. Viele der Einwohner nahmen auf der Isola Comacina bei Sala Zuflucht, kehrten aber in der langobardischen Zeit zurück. In dieser Zeit begannen die Magistri Comacini eine privilegierte Zunft der Architekten und Steinmetze zu gründen, die auch in anderen Teilen Italiens beschäftigt wurden. Como kam dann unter die Herrschaft der Erzbischöfe von Mailand, gewann gegen Ende des 11. Jahrhunderts aber seine Freiheit wieder. Zu Beginn des 12. Jahrhunderts brach zwischen Como und Mailand Krieg aus, nach zehn Jahren wurde Como eingenommen und seine Befestigungen wurden 1127 geschleift. 1154 zog es aus der Ankunft Friedrich Barbarossas Vorteil und blieb ihm während des ganzen Krieges mit dem Lombardenbund treu. Im Jahre 1169 verwüstete Como die Isola Comacina, die von Mailand gegen Como befestigt worden war. 1183 erhielt Como im Konstanzer Frieden wie alle lombardischen Kommunen die Unabhängigkeit. Im 13. Jahrhundert wurde Como Zeuge der erbitterten Kämpfe zwischen den Vittani (Guelfen) und den Rusconi (Ghibellinen). Nach häufigen Kämpfen mit Mailand fiel Como von 1335 bis 1447 unter die Macht der Visconti. Nach einer kurzen Zeit der Unabhängigkeit als Repubblica di Sant’Abbondio unterwarf sich Como 1450 Francesco Sforza, dem Herzog von Mailand. 1521 wurde Como von den Spaniern belagert und geplündert und fiel wie der Rest der Lombardei unter die spanische Herrschaft. Im Frieden von Rastatt kam Como zusammen mit dem Gebiet Mailands 1714 an Österreich, später zur Cisalpinischen Republik, zum napoleonischen Königreich Italien und wieder zu Österreich. In der napoleonischen Ära war es die Hauptstadt des Départements Lario. Seine Seidenindustrie und die Lage am Eingang der Alpenpässe verliehen ihm selbst da einige Bedeutung. Como trug in den „Fünf Tagen“ im März 1848 (Cinque giornate) zusammen mit Mailand wesentlich zu den nationalen Aufständen gegen die österreichische Garnison bei. 1859 empfing Como Giuseppe Garibaldi nach dem Sieg von San Fermo als Befreier von der österreichischen Herrschaft.
1885 wurden die Gemeinden Camerlata und Monte Olimpino eingemeindet.

## Bevölkerungsentwicklung

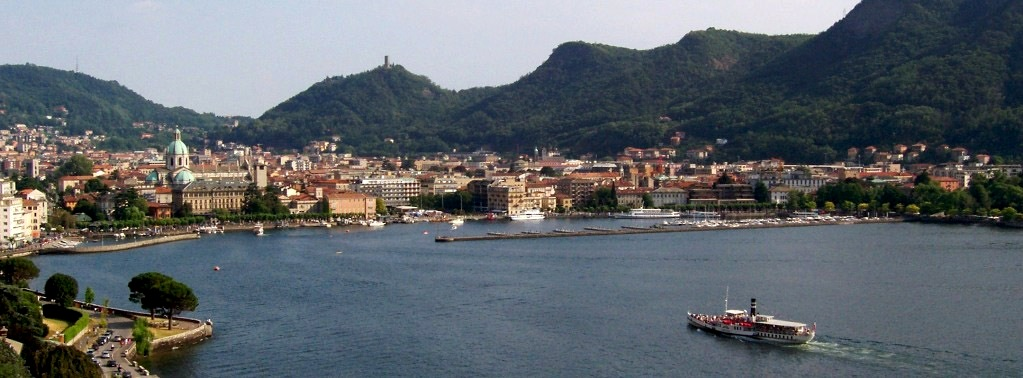
Como

## Kultur und Sehenswürdigkeiten

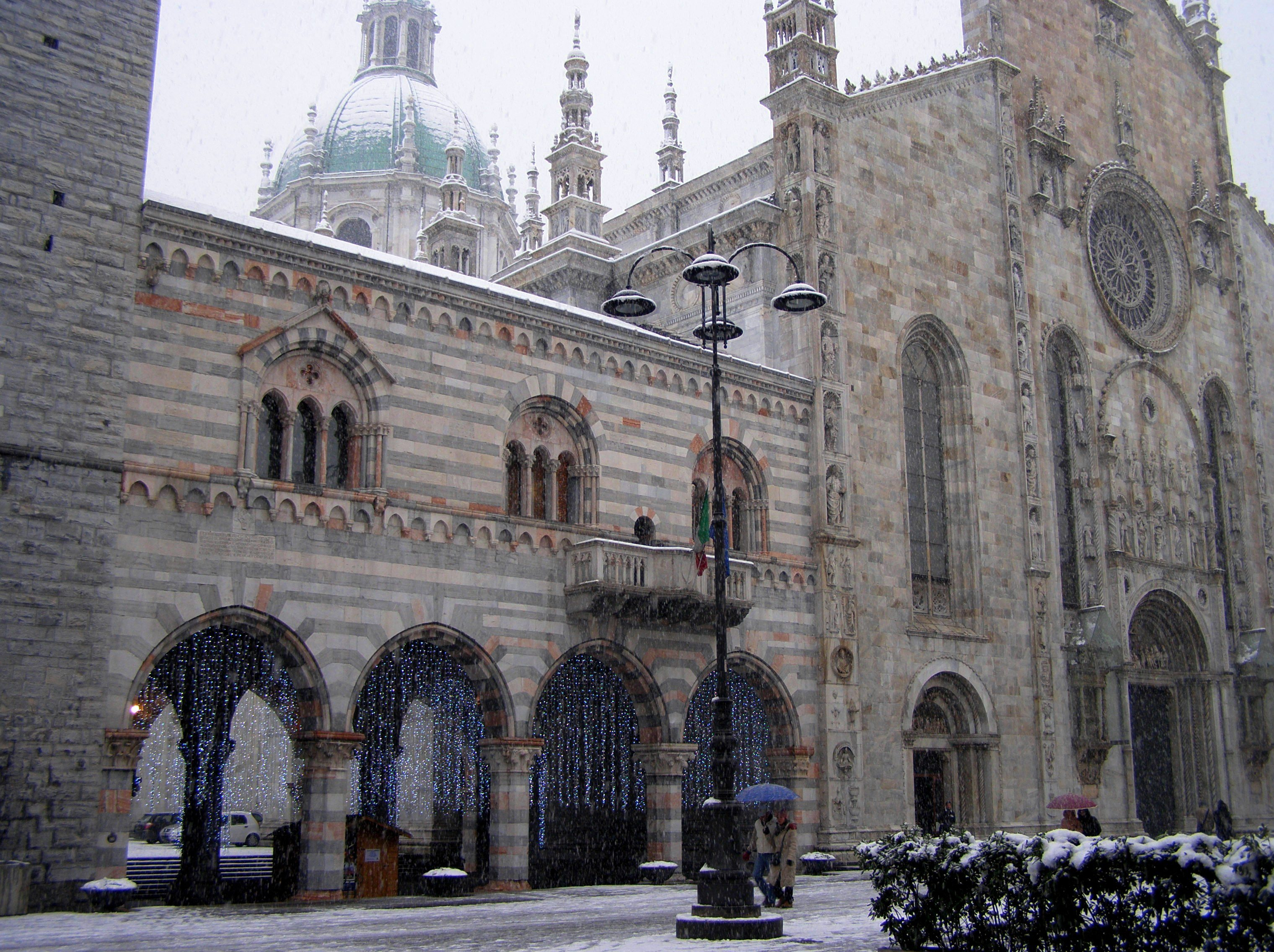
Comer Dom mit Domplatz

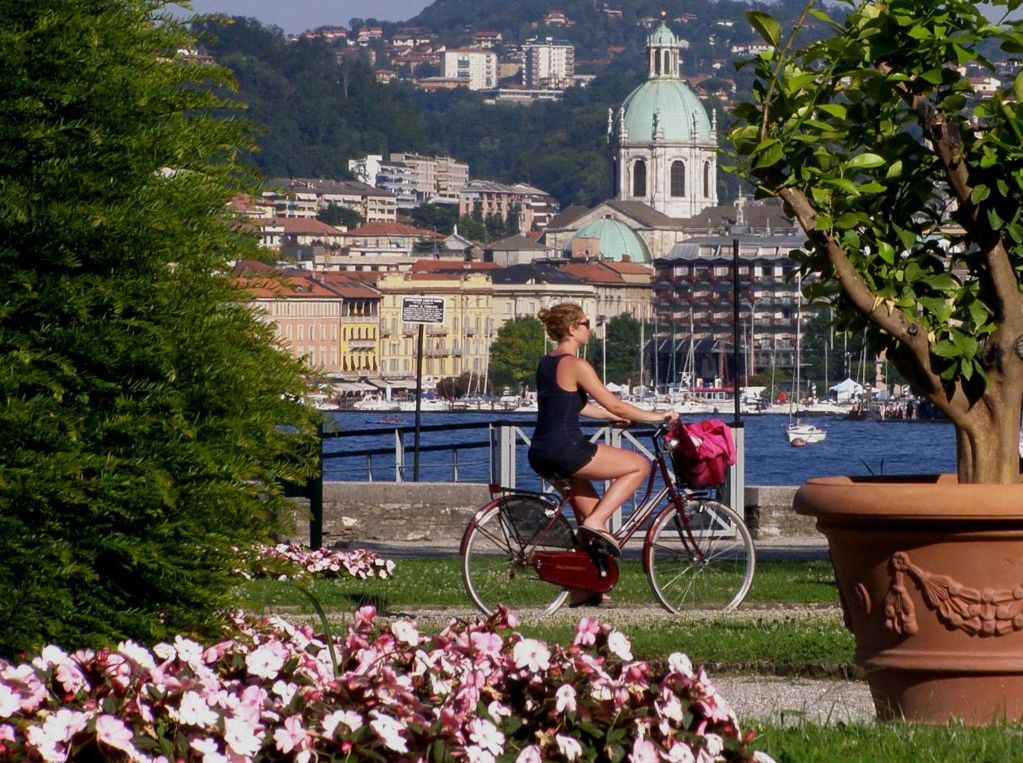
Der Park der Villa Olmo und die Kathedrale

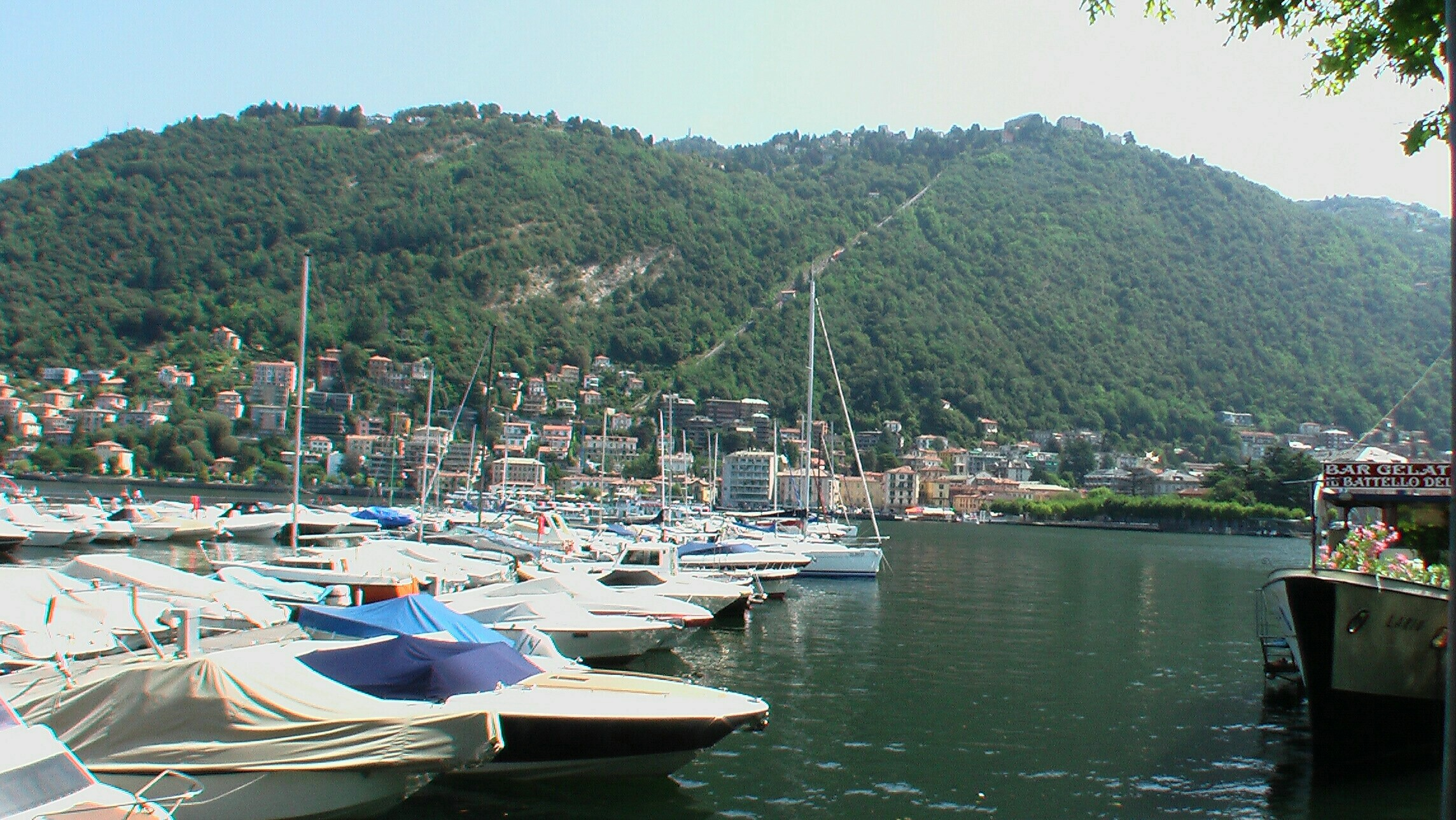
Yachthafen

### Dom zu Como
Mit dem Bau der Kathedrale wurde 1396 begonnen, die Fassade stammt aus der zweiten Hälfte des 15. Jahrhunderts, als eigentlich schon die Renaissance begonnen hatte. Aber diese Fassade hat deutlich noch gotische Züge. Das liegt unter anderem daran, dass Norditalien in viel höherem Maße unter dem deutschen Einfluss des nördlichen Reiches stand, und das gilt besonders für Como. Como hatte in seiner Architektur Beziehungen vor allem zum Rheinland (S. Fedele).
Die Lombardei ist nach dem germanischen Stamm der Langobarden benannt. In der lombardischen Architektur können die Flechtbänder auf ihren Einfluss zurückgeführt werden. Daneben spielt in der Lombardei noch das byzantinische, aus der Spätantike stammende Erbe eine Rolle. An der Domfassade sieht man diese alte Tradition an den vier senkrechten Bändern, die die Fassade in drei Felder unterteilen.
Auf der Grundlage dieses lombardischen Flechtband- und Rankenmotives des frühen Mittelalters haben sich auch die figürlichen und pflanzlichen Ornamente entwickelt. Diese spezielle Dekorationskunst der Lombardei hat sich stark ausgebreitet, bis hinauf nach Skandinavien. Man sieht diese Schmuckformen hier am Comer Dom an der Nahtstelle zwischen Dom und Gerichtshalle. Die Schmuckbänder, die in ihrer ursprünglichen Form mit abstrakten Motiven gefüllt waren, sind hier nach einem ganz ähnlichen Prinzip mit Figuren gefüllt.
Der plastische Schmuck des Comer Domes wurde von Tommaso Rodari und seinen Brüdern um 1500 herum geschaffen, der deutlich zur Renaissance gehört. Um den außergewöhnlich hohen Anteil von plastischen Kunstwerken an dieser Fassade vor den Verunreinigungen vor allem der insgesamt rund 120.000 Tauben zu schützen, hat man von weitem kaum sichtbar ein Gitter davor gespannt.
Zu beiden Seiten des Hauptportals sind, ungewöhnlich genug für eine christliche Kirche, zwei heidnische Schriftsteller verewigt: Plinius der Ältere und sein Neffe Plinius der Jüngere, die im 1. und 2. nachchristlichen Jahrhundert in Como geboren wurden. Damit ist zur Zeit des italienischen Humanismus den beiden römischen Literaten und Naturkundlern ein Denkmal gesetzt und gleichzeitig das Ende des „dunklen“ Mittelalters betont worden, indem man an der Fassade der Stadtkirche zwei Nichtchristen lebensgroß abgebildet hat.
Der Chorbereich zeigt im Gegensatz zur Fassade klare Renaissanceformen. Er wurde ab 1513 wiederum von Tommaso Rodari begonnen. Die Kuppeln wurden erst im 18. Jahrhundert vollendet. Damit gehört der Comer Dom zu den vielen bedeutenden Kirchen, an denen jahrhundertelang gebaut wurde, insgesamt von 1396 bis 1744.

### San Fedele und der Dreikonchenchor
San Fedele liegt nicht weit weg vom Dom an derselben Straße. Erbaut wurde diese Kirche im ausgehenden 12. Jahrhundert. Sie ist schwer als solche zu erkennen. Sie wird zu beiden Seiten von Wohnhäusern flankiert, die direkt an die Kirche angrenzen. Die Fassade ist 1914 rekonstruiert worden.

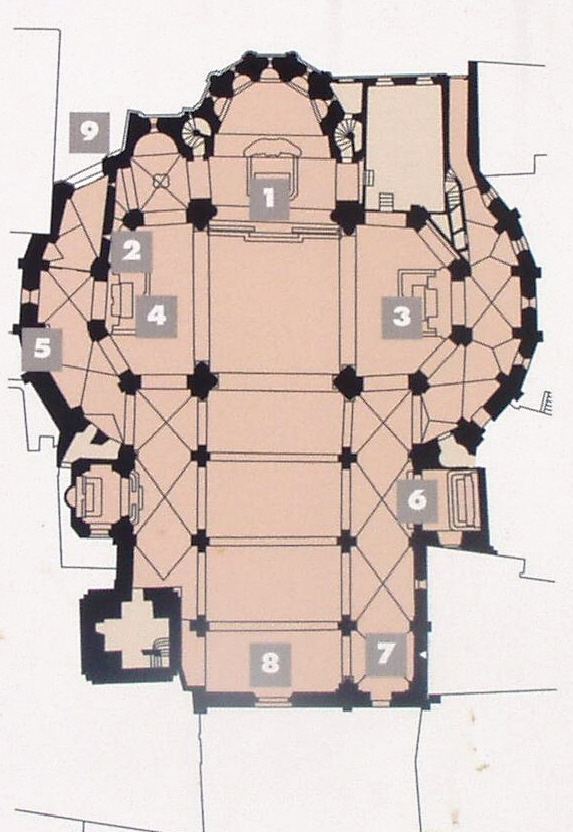
San Fedele, Grundriss

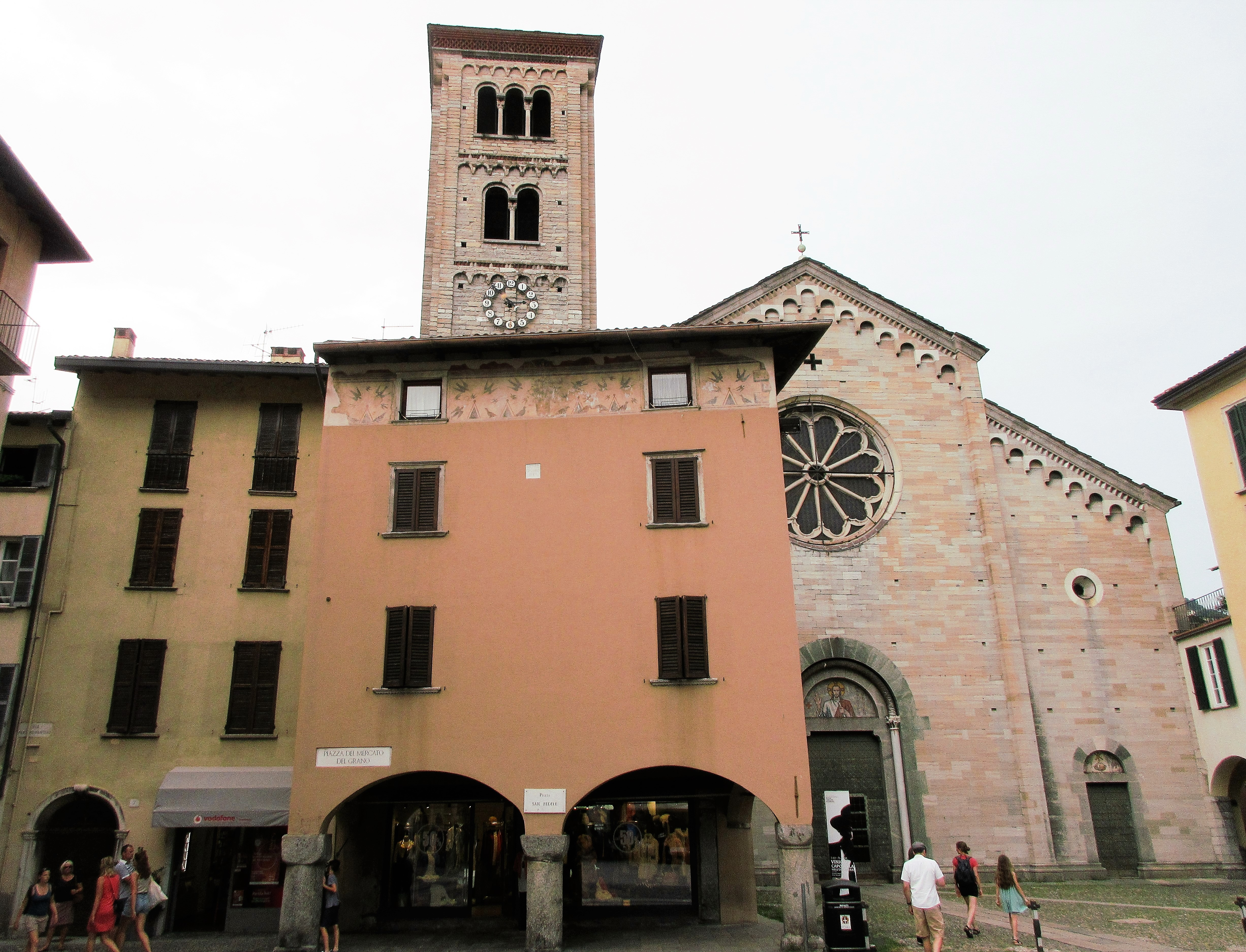
Bürgerhaus von 1534 vor San Fedele in Como

Es geht bei der Bedeutung von San Fedele für die Architekturgeschichte um ihren ungewöhnlichen Chor-Grundriss, bei dem man in der Forschung zum Teil annimmt, er habe sein Vorbild bei der bedeutenden Kirche St. Maria im Kapitol von Köln aus dem 11. Jahrhundert. Und damit, mit diesem Abhängigkeitsverhältnis Köln-Como, hätte man einen Nachweis für die ungewöhnliche mittelalterliche Beziehung dieser norditalienischen Stadt zum Rheinland. Es geht um die Grundrissform des Chores, einen sogenannten Drei-Konchen-Chor, der zu Beginn des 11. Jahrhunderts in Köln entwickelt wurde und den San Fedele aufzugreifen scheint.
Es könnte, was diese Frage angeht, noch weiter gehen, denn San Fedele baute auf den Grundmauern eines karolingischen Bauwerkes auf, das möglicherweise ebenfalls einen solchen Dreikonchenchor gehabt haben könnte, und dann wäre Köln vielleicht eine Kopie von Como. Diese Beziehung wird in der Forschung aber nicht allgemein akzeptiert. Für andere Teile der Forschung scheint es sehr viel wahrscheinlicher, dass – vorausgesetzt, dass überhaupt eine Verbindung besteht – ein umgekehrtes Verhältnis vorliegt, dass also Köln den Rang des Gründungsbaues für diese Chorlösung in Como behält.
Die Beziehungen zwischen der Lombardei und dem Rheinland sind sehr umstritten. Die wahrscheinliche Lösung ist die, dass auf den Straßen der kaiserlichen Italienzüge ein ständiger Austausch von Ideen und Baumeistern stattgefunden hat. Bis zum 11. Jahrhundert waren in der Architektur anscheinend Sachsen und das Rheinland tonangebend, während im 12. Jahrhundert Norditalien die Führung übernahm. Um solche Fragen zu klären, ist es wichtig, herauszubekommen, wie denn der Vorgängerbau einer solchen Kirche ausgesehen hat, und deshalb werden manchmal Grabungen im Inneren einer Kirche durchgeführt.
Von der mittelalterlichen Dekoration der Kirche sind noch einige Reste erhalten, und das wichtigste Werk, das Nordportal, liegt direkt zu der Straße, an der auch der Dom liegt. Ganz links ist Daniel in der Löwengrube dargestellt, darüber Habakuk mit einem Engel. Das geflügelte Tier rechts wird teilweise als kämpfender Drache gedeutet, manchmal aber auch als geflügelter Löwe. Dann hätte dieses Symbol apotrophäische Bedeutung, wie viele andere dämonisch aussehende Bestien, die an mittelalterlichen Kirchen, vor allem an Fenster und Türöffnungen, angebracht worden sind, um eindringende Geister abzuwehren.

### Sant’Abbondio
Sant’Abbondio ist älter als der Dom. Ihr Langhaus wurde von 1065 bis 1095 errichtet, also zur Zeit der Ottonen, als wieder Recht und Ordnung in Oberitalien eingezogen waren. Die Ähnlichkeit mit deutschen romanischen Gebäuden ist offensichtlich. Die Ornamentik erinnert stark an die des Domes zu Speyer, der gleichzeitig gebaut wurde, so dass man hier von der gleichen Bauschule sprechen kann. Die beiden Türme weisen ebenfalls auf nordeuropäische Vorbilder hin, denn italienische Kirchen hatten zu dieser Zeit längst Campanile, also getrennte Glockentürme neben der Kirche.
Auch der (1863–1888 wiederhergestellte) Innenraum mit seinen auffallenden Rundstützen wirkt sehr unitalienisch. Seine Vorbilder stammen aus Tournus in Frankreich. Typisch für Italien sind lediglich der offene Dachstuhl und der Verzicht auf Querhäuser. Der Grund für diese auffallende Übernahme von Vorbildern aus dem europäischen Norden liegt darin, dass Italien nach der frühchristlichen Zeit zunächst immer bedeutungsloser in der Architektur wurde, weil es zu sehr an seiner alten Tradition hing. Erst in der Begegnung mit dem Norden begann Oberitalien, sich schöpferisch hervorzuheben.
Der Chor dieser Kirche wurde über 100 Jahre nach dem Langhaus gebaut. Sein umfangreiches Freskenprogramm stammen aus der Mitte des 14. Jahrhunderts. Die Themen des Freskenzyklus sind das Leben Christi und das der Apostel Petrus und Paulus. Diese Malerei erinnert in ihrer Technik und in ihrer klaren Räumlichkeit an die Giottos in der Toskana und in Umbrien, und tatsächlich werden diese Fresken einem Sieneser Meister zugeschrieben, der um 1350 die neue Malerei Giottos und seiner Schüler hier in den Norden gebracht hat. Giotto selber hatte um 1305 ebenfalls im italienischen Norden, in Padua, seine berühmte Arenakapelle ausgemalt.

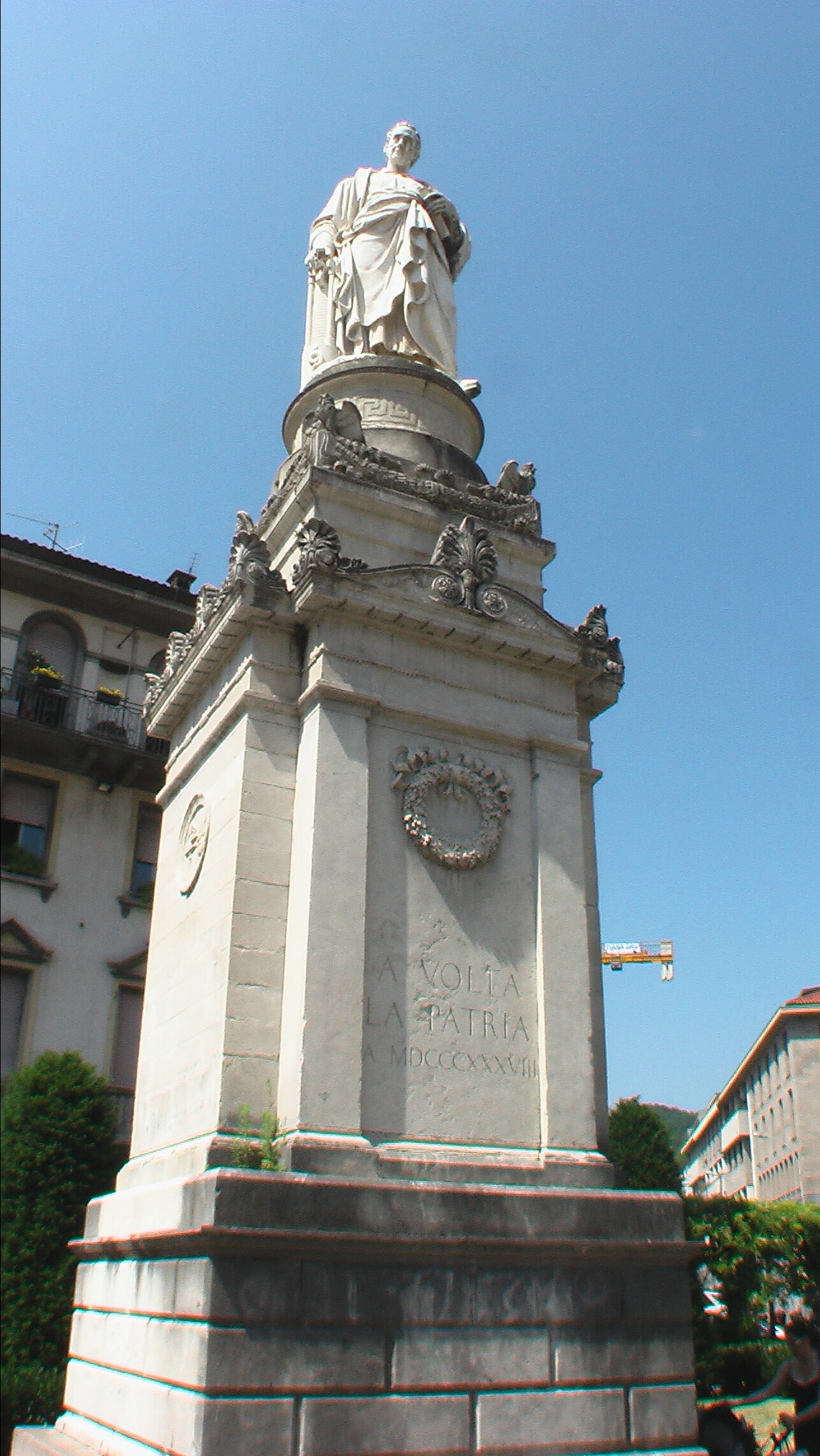
Denkmal für Alessandro Volta in Como

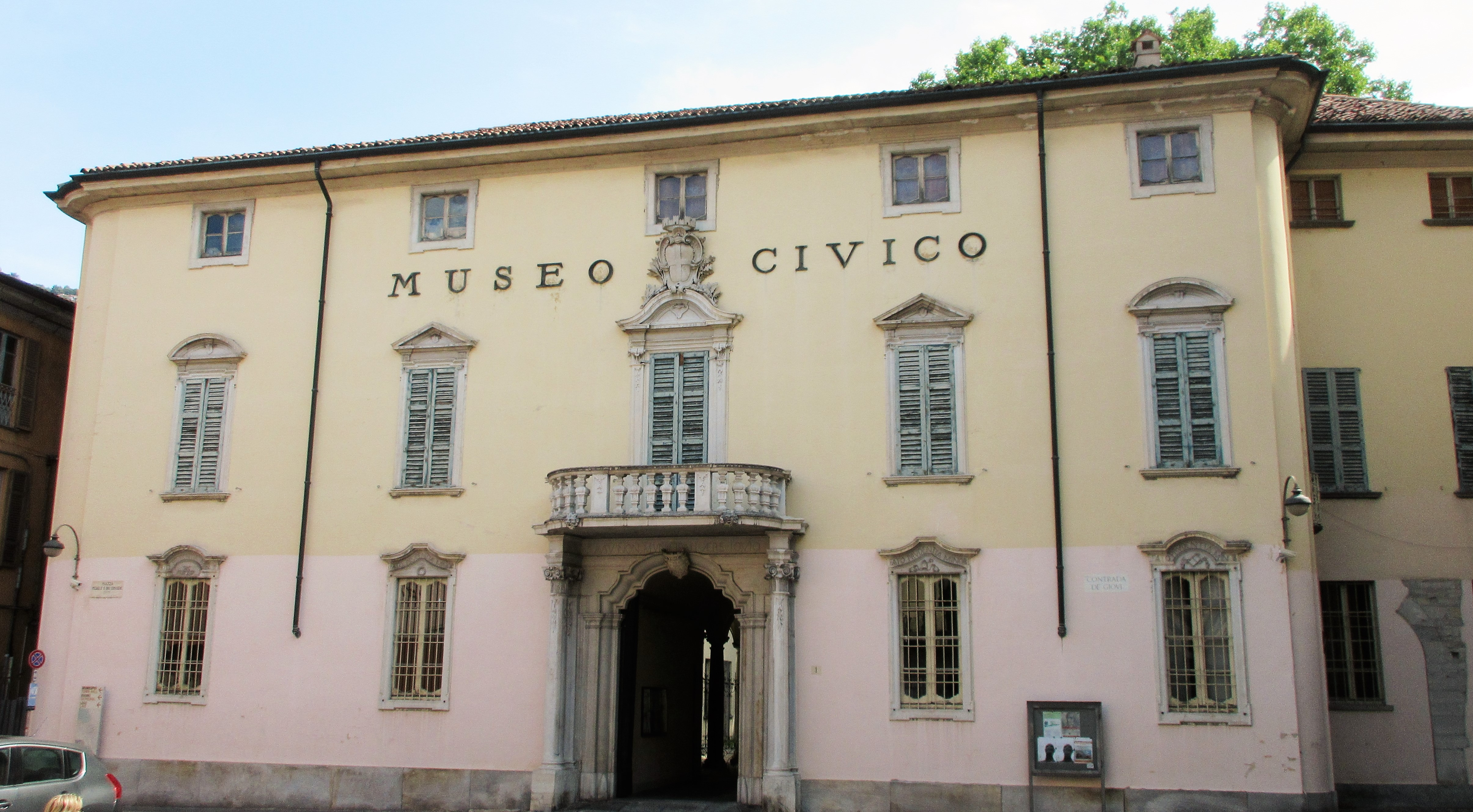
Museo Civico in Como

### Weitere Sehenswürdigkeiten
- Antike Stadtmauer
- Historischer Stadtkern
- Wohnhaus Pelandini[13]
- Broletto
- Villa Olmo
- Tempio Voltiano (Museum seit 1927 zum Gedenken an Alessandro Volta)
- Passeggiata di Villa Olmo (Verbindungsweg am südwestlichen Seeufer zwischen der Villa Olmo und dem Tempio Voltiano) mit vielen von außen zu betrachtenden Villen
- Casa del Fascio (1932/1936) (heute: Casa del Popolo), Architekt: Giuseppe Terragni[14]
- Castello Baradello
- Standseilbahn Como–Brunate, Standseilbahn von Como nach Brunate, einem Bergdorf
- Barockisierte Basilika San Giorgio im Stadtteil Borgo Vico
- Mittelalterliche Kirche San Giacomo[15]
- Romanische Kirche Santi Cosma e Damiano[16]
- Kirche Santi Giuliano e Ambrogio[17]
- Kirche Santi Filippo e Giacomo, im Ortsteil Quercino[18]
- Musei Civici in Palazzo Volpi[19]
- Monumento alla Resistenza europea (Denkmal für den europäischen Widerstand)
- (The) Life Electric, Skulptur von Daniel Libeskind zu Ehren Alessandro Voltas, 2015 eingeweiht.[20]

### Sport
Como diente seit dem Jahr 1962 bereits 35-mal als Zielort der Lombardei-Rundfahrt, die eines der fünf Monumente des Radsports darstellt und somit zu den wichtigsten Eintagesrennen zählt. Auch im Jahr 2022 ging das bedeutende italienische Radrennen erneut in Como auf der Lungo Lario Trieste zu Ende. Des Weiteren trug die Stadt zehnmal den Start des Rennens aus. Mit dem Anstieg zum Stadtteil Civiglio (613 m), befindet sich zudem einer der bekanntesten Anstiege des Rennens in Como.
Der Giro d’Italia machte 1937 erstmals in Como halt. Seither fanden sieben Etappenankünfte und sechs Etappenstarts in Como statt.
Ab der Saison 2024/2025 spielt der lokale Fußballclub Como 1907 in der ersten Liga (Serie A).

## Bildung
Die 1998 gegründete staatliche Universität Insubria (italienisch Università degli Studi dell’Insubria) hat ihren Sitz in Varese und Como.

## Wirtschaft
Comos Wirtschaftsleben basiert hauptsächlich auf Tourismus und Industrie. Die Stadt besitzt unter anderem eine weltbekannte Seiden-Manufaktur.
Die im Jahr 1940 von Toblach nach Como verlegte elektrotechnische Produktionsgesellschaft UNDA von Max Glauber kam wegen zu schneller Ausweitung der Produktion nach dem Krieg in Zahlungsschwierigkeiten, wurde verkauft und 1962 definitiv geschlossen.

## Verkehr
Die Stadt liegt direkt an der Grenze zur Schweiz; die Grenze befindet sich im unmittelbar benachbarten schweizerischen Chiasso.

### Straßenverkehr
Unmittelbar nördlich von Como geht die A9 (Autostrada dei Laghi), deren Ausfahrt Como-Nord als „ultima uscita per l’Italia“ (letzte Ausfahrt in Italien) beschildert ist, hinter dem Grenzübergang Brogeda als schweizerische A2 weiter.

### Schienenverkehr

Schienenverkehr in Como

Como besitzt drei Haupt- und mehrere kleinere Bahnhöfe. Im von der RFI betriebenen Durchgangsbahnhof San Giovanni halten nebst Regional- und S-Bahn-Zügen der TILO (in die Schweiz) und Trenord (nach Mailand) auch die Fernverkehrszüge in Richtung Basel SBB/Zürich Hauptbahnhof–Milano Centrale. Im Stadtzentrum befindet sich der Kopfbahnhof Como Lago, der zweitgrößte Bahnhof in Como. Der Bahnhof liegt nur wenige Meter von dem Seeufer entfernt und ist auch der Endpunkt der Ferrovienord. Von dem Bahnhof aus verkehrt halbstündlich ein Regionalzug zum Bahnhof Mailand Cadorna. Der drittgrößte Bahnhof der Stadt, Albate-Camerlata, liegt an der Verzweigung der Bahnstrecke Chiasso–Milano und der Bahnstrecke Como–Lecco. Er ist Endpunkt der grenzüberschreitenden S10 der S-Bahn Tessin aus Bellinzona. Am Rand des Stadtkerns befindet sich der kleine Durchgangsbahnhof Como Borghi, der in der Nähe des Hauptstandorts der Universität Insubrien liegt. Der fünfte Bahnhof in Como ist der Durchgangsbahnhof Como Camerlata.

### Flugverkehr
Die nächstgelegenen Flughäfen sind Mailand-Malpensa, Bergamo-Orio und (in der Schweiz) Lugano, alle sind in etwa einer Stunde erreichbar. Im Comer See gibt es einen Landeplatz für Wasserflugzeuge.

## Städtepartnerschaften
Como hat Städtepartnerschaften geschlossen mit
- Fulda, Deutschland (seit 1960)
- Tōkamachi, Japan (seit 1975)
- Nablus, Palästina (seit 1998)
- Netanja, Israel (seit 2004)